# Inglisonema mawsonae
Inglisonema mawsonae (Gattungsname nach  William Grant Inglis, Artname nach Patricia Marietje Mawson) ist ein im Dünndarm von ozeanischen Vögeln vorkommender Parasit. Typuswirt ist der Kappenpitta.

## Merkmale
Inglisonema mawsonae ist ein zarter kleiner Wurm mit einer feinen Querstreifung. Die Mundöffnung ist von drei kleinen Lippen umgeben. Eine Mundhöhle ist vorhanden, in sie ragen drei kräftige, vom Ösophagus ausgehende Zähne. Hinter den Lippen sind vier Kopfpapillen ausgebildet, die Amphiden sind undeutlich. Beide Geschlechter haben Seitenflügel, die nahe des Kopfes beginnen und bis kurz vor die Schwanzspitze reichen. Das vordere Ende des Ösophagus ist angeschwollen, das hintere hat etwa den gleichen Durchmesser wie der Körper des Ösophagus. Gegen das Ende hin erhält er einen Drüsencharakter. Der Nervenring liegt etwa in der Mitte des Ösophagus. Die Ausscheidungspore liegt, etwas variierend nahe des Ösophagus-Endes.
Männchen von Inglisonema mawsonae sind 2,3 bis 3 mm lang und haben eine maximale Breite von 80 bis 100 µm. Der Ösophagus ist 240 bis 265 µm lang. Der Nervenring liegt 175 bis 190 µm, die Ausscheidungspore 200 bis 270 µm hinter dem Vorderende. Die Seitenflügel beginnen 70 bis 90 µm hinter dem Vorderende, ihr Hinterende wird von zwei Papillen vor und einer Papille neben der Kloake gestützt. Darüber hinaus gibt es ein Paar kleiner sessiler Papillen unmittelbar hinter der Kloake. Hinter diesen liegt ein Paar weiterer Papillen, vermutlich Phasmiden, welche von zwei Paaren kleiner sessiler Papillen gefolgt wird. Der Schwanz ist 120 bis 160 µm lang, sein Enddorn 25 bis 35 µm. Der Genitalsaugnapf hat einen sklerotinierten Randsaum und liegt 12 bis 20 µm vor der Kloake. Das linke Spiculum ist 280 bis 370 µm lang und hat eine einfache Spitze. Das rechte Spiculum  ist 135 bis 180 µm lang und hat zarte Flügel über nahezu die gesamte Länge.
Weibchen von Inglisonema mawsonae sind 2,5 bis 3,2 mm lang und haben eine maximale Breite von 90 bis 100 µm, die etwa in der Körpermitte erreicht wird. Der Ösophagus ist 230 bis 250 µm lang. Der Nervenring liegt 160 bis 190 µm, die Ausscheidungspore 230 bis 256 µm hinter dem Vorderende. Die Seitenflügel beginnen 68 bis 86 µm hinter dem Vorderende. Die Vulva liegt 0,96 bis 1,1 mm vor dem Hinterende. Vor ihr liegen 2 bauch- und zwei rückenseitige Papillen, von denen manchmal eine fehlt. Die Eier sind dickschalig, nicht embryoniert und 56–64 × 34–38 µm groß. Der Schwanz ist 145 bis 175 µm lang.